# El lobo (juego)
El lobo es un juego infantil tradicional que se desarrolla al aire libre (espacios abiertos).
Se juega de 6 personas o más.

## Descripción
Todos los niños forman una cola agarrándose unos a otros. El que figura a la cabeza de la cola es el pastor, los que le siguen, los carneros y el último, el cordero. 
Frente a la cola, es decir, frente al pastor, se encuentra el lobo que tratará de burlar la vigilancia del pastor para llegar a la cola y tocar el cordero o apoderarse de él. El pastor trata de impedir el paso del lobo interponiéndose en su marcha. Por su parte, los carneros sin dejar de agarrarse ni un momento corren en cualquier dirección para evitar que el lobo consiga llegar al final de la cola. 
Si el lobo logra tocar al cordero, éste se convierte en lobo, el que hacía de lobo se convierte en pastor y el pastor va a la fila a colocarse entre los corderos. Si la cola se rompe, el causante va a ocupar el lugar del cordero y el juego comienza nuevamente con otro lobo y otro pastor. 
Una modalidad del juego consiste en que el primer jugador de la cola es el lobo y el último el cordero. El lobo debe girarse e intentar alcanzar al último mientras que el resto de los componentes se mueven como una serpiente para esquivarlo. Para alcanzar al cordero el lobo debe hacer constantes movimientos de simulación ocultando al resto sus verdaderas intenciones.
Mientras uno está jugando canta: 

"Juguemos en el bosque mientras el lobo está, lobo está..."

"Jugaremos en el bosque mientras que el lobo no está aquí , porque si el lobo aparece a todos nos comerá.
¿Lobo estas ahí?. "